# Diego La Hoz
Diego Enrique La Hoz Palacio (Lima, Perú; 29 de septiembre de 1971) es un dramaturgo, director de teatro peruano. Fundador del grupo de teatro EspacioLibre en 1999, realizó diversas giras latinoamericanas difundiendo la dramaturgia peruana y creando redes con grupos afines para el desarrollo del teatro contemporáneo.

## Biografía
Nació en Lima y creció en un barrio del Distrito de Barranco. Su padre es el poeta peruano de la generación del setenta Luis La Hoz y su madre la actriz de origen catalán María de los Ángeles Palacio. Estudió en el colegio Los Reyes Rojos donde escribió sus primeros poemas. Varios de ellos fueron musicalizados por su compañero de aula Luis Flórez con quien empezó a cantar y a componer a los 15 años. Su preparación vocal estuvo a cargo de Fito Luján y Mariella Monzón. Su primera relación con el escenario fue a través de la música. Sin embargo, su relación con el teatro comenzó desde temprano cuando su madre fue parte del grupo "Ñoqanchis" dirigido y fundado por Enrique "Kiko" Caravedo en 1974. Poco después de salir del colegio fundó, con su compañero del salón, la banda de rock "Propiedad Privada" (1990-1995) con la que grabó un disco del mismo nombre. En esa etapa, estudia Cine con Armando Robles Godoy y luego Filosofía en la Facultad de Teología Pontificia y Civil de Lima.

### En el teatro
Estudió teatro con Maritza Gutti y Alfonso Santistevan entre 1995 y 1998. Luego tuvo otros maestros como:  Alicia Saco, Alberto Ísola, Marisol Palacios, Mariella Monzón, Daniele Finzi Pasca (Suiza), Eugenio Barba (Dinamarca), José Sanchis Sinisterra (España), Sara Joffré, Mauricio Kartun (Argentina), Antonio Célico (Argentina), Sergi Belbel (España), Rafael Spregelburd (Argentina), Arístides Vargas y Charo Frances (Ecuador). En 1998 viaja a México y Estados Unidos, donde dirige sus primeras obras, estudia Comedia musical y decide especializarse en Dirección teatral. Ha sido premiado con La puerta y Asunto de tres en el IV y V Festival de Teatro Peruano Norteamericano, respectivamente. Con La revolución de Isaac Chocrón (2001) realiza su primera gira a Ecuador y recibe su primer reconocimiento internacional. El tríptico de las delicias (2002) y Tiernísimo animal (2003).  
En 2003 recorrió además Ecuador, Chile y Argentina, participando de varios festivales, con su montaje Arthur, alquimia del verbo, basado en textos de Arthur Rimbaud. También ha incursionado en el teatro para niños con obras como El traje nuevo del rey y Un príncipe para tres princesas (escritas junto a Claudia Sacha), esta última hizo tres temporadas desde 1999. Debutó formalmente como dramaturgo con Cuando el día viene mudo, obra que recorrió gran parte del Perú y Argentina. 
En 2007 estrenó ¡Líbranos de Todo Mouse!, obra que critica la vida cotidiana en el país. En el 2008 fue publicada en la Revista Muestra 17 de Sara Joffré y en el 2010 fue llevada a escena en Venezuela. Además de otros grupos de distintos lugares del Perú. 
Diego La Hoz llevó a escena las polémicas obras del autor peruano Eduardo Adrianzén Cristo Light, Demonios en la piel y Cuatro Historias de Cama. También ha dirigido obras de otros dramaturgos peruanos como César De María, Sara Joffré y Gonzalo Rodríguez Risco.
En el 2009 recibe el reconocimiento público del Movimiento de Teatro Independiente del Perú (MOTIN) por su labor teatral con EspacioLibre, con quien además organiza la jornada de pedagogía teatral “Encuentro del Barranco” desde 2008. En rebote del encuentro realizado por La Hoz, estrena en Buenos Aires, en diciembre del 2009, Fe de ratas, obra que además fue publicada en 21 posteriormente.
Ese mismo año (2009) participó de la creación del texto Especies de Sara Joffré, obra que escribió junto con la participación del grupo EspacioLibre. Se estrenó el 2010 en el Teatro Auditorio de Miraflores en Lima, Perú, y luego fue representada en el Segundo Encuentro del Barranco “Teatro urgente” (Lima, Perú); en la XII Muestra Regional de Teatro Peruano – Ica / Perú, en donde fue reconocida como la mejor obra del 2010; en el Festival Pirologías 2010 (Argentina); el Festival del Copete 2010 (Argentina); Festival de las Víspera 2010 (Buenos Aires, Argentina); y en Chile, el mismo año. Ese mismo año es invitado a un Encuentro de Directores en República Dominicana donde es nombrado Puente Cultural en la localidad de Azua. En la actualidad está dedicado -junto a su grupo Espacio Libre- a su proyecto Laboratorio Interante de Teatro (LITEL) y a la gestión de su espacio de investigación escénica "Casa EspacioLibre" en el barrio bohemio de Lima, Barranco. Está dedicado a la pedagógía, escritura y dirección teatral. Conduce -junto a Karlos López Rentería- el Laboratorio Teatral "Libera(c)ciones" desde 2011. Desde la figura de la Creación Colaborativa y el teatro como práctica cotidiana ha escrito y dirigido Paréntesis, El otro aplauso, Mientras canta el verano, Los funerales de Doña Arcadia, Entre nubes y alcantarillas y Un saludo que no llega. Obras que operan con disparadores temáticos no dramáticos como La casa de cartón de Martín Adán, Lima, La Horrible de S. Salazar Bondy, El cuerpo de Giulia-no de J. E. Eielson y El Movimiento Colónida de A. Valdelomar. Todos autores peruanos. Además ha sido reconocido por su labor grupal por La Municipalidad de Lima Metropolitana y por el Ministerio de Cultura al otorgarle el nombramiento nacional como "Punto de Cultura". Es importante destacar que su interés por la investigación lo ha llevado a ser miembro de la Asociación Argentina de Investigación y Crítica Teatral (AINCRIT) y miembro de Comité Editorial (junto a Jorge Dubatti y Laurietz Seda) de la reconocida Revista Virtual Drama Teatro (Polonia) dirigida por Carlos Dimeo. También de la Revista Digital "Teatralidades" (EE. UU.) editada por el peruano Carlos Vargas. Es columnista en la plataformas virtuales Teatro Club y Lima en Escena, y además colabora con Crítica Teatral Sanmarquina. El 2015 es convocado por el Instituto Internacional del Teatro (ITI - UNESCO Sede Perú) para escribir el Mensaje Nacional por el Día Mundial del Teatro. En febrero de 2016 EspacioLibre recibe la distinción de "Compañía Ilustre" de manos del Festival Internacional de Teatro Y Performance (FESTEPE) que se celebra en la Ciudad de Chancay desde hace ocho años. En 2017 es convocado por el programa Sala de Parto para dirigir la obra premiada "El país de la canela" de Alonso La Hoz. Además publica su libro Donde Nada (H)era - Quince Años de Teatro Libertario, en el que recopila su historia grupal, testimonios, artículos, entrevistas y cuatro textos dramáticos construidos con EspacioLibre.
Actualmente se desempeña como profesor invitado del Conservatorio de Artes Escénicas de la Universidad La Salle de la ciudad de Arequipa.

## Televisión
- Torbellino (1997), actor
- Boulevard Torbellino (1997-1998), actor
- Vidas prestadas (2000), actor
- Gente como uno (2001), actor
- La Hora Warner (2007-2012), director artístico